# Parlament des Südsudans

Wappen des Südsudans

Das Parlament des Südsudans (englisch: National Legislature of South Sudan) ist ein Zweikammersystem und besteht aus:
- Dem Rat der Staaten (Oberhaus)
- Der Nationalen Legislativversammlung (Unterhaus)

Das südsudanesische Parlament wurde mit der Unabhängigkeit des Landes 2011 geschaffen und geht auf die durch das Naivasha-Abkommen 2005 geschaffene Southern Sudan Legislative Assembly zurück. Der Sitz des Parlaments befindet sich in der Hauptstadt Juba. Nach den Wahlen 2010 konnten durch den Bürgerkrieg im Südsudan jedoch bis Ende 2025 keine Parlamentswahlen durchgeführt werden und das Parlament stattdessen durch Abkommen der Kriegsparteien besetzt. Im September 2024 wurden die für Dezember angesetzten Wahlen um zwei Jahre auf Dezember 2026 verschoben.